# 清朝文学流派列表
清朝文学在继明朝之后，取得较大发展，主要集中在诗词、散文、小说上。清代主要文学流派别表如下：

## 清朝主要文学流派

### 诗派
- 二仲
  - 诗人黄景仁和王昙。

- 南施北宋
  - 诗人宋琬、施闰章的并称。

- 三君
  - 诗人申涵光、殷岳和张盖。

- 岭南三家
  - 诗人屈大均、陈恭尹和梁佩兰的合称。

- 国朝六家
  - 诗人施闰章、宋琬、朱彝尊、王士禛、查慎行和赵执信的合称。

- 吴中七子
  - 诗人曹仁虎、王鸣盛、王昶、钱大昕、赵文哲、吴泰来和黄文莲的合称。

- 燕台七子
  - 诗人施闺章、宋琬、丁澎、张谯明、周茂源、严沆、赵锦帆的合称。

- 岭南七子

- 西泠十子
  - 诗人陸圻、柴紹炳、沈謙、陳廷會、毛先舒、孫治、張綱孫、丁澎、虞黃昊、吳百朋等的合称。

- 金台十子
  - 诗人曹禾、田雯、宋荦、汪懋麟、颜光敏、王又旦、谢重辉、曹贞吉、丁澎和吉封的合称。

- 娄东十子
  - 诗人黄与坚、周肇、许旭、王撰、王摅、王昊、王揆、王忭、王曜升、顾湄的合称。

- 秀水派(秀水诗派)
  - 朱彝尊与王士禛又有“南朱北王”之称。

#### 诗论
- 神韵说
  - 主张者王士禛。

- 肌理说
  - 始作俑者翁方纲。后在嘉庆年间形成学士诗派。

### 词
- 南北二曹
  - 词人曹贞吉、曹尔堪的并称

- 浙西六家
  - 其中包括浙西三李：散文家李绳远、李良年（李法远）和李符兄弟三人的合称。

- 浙西词派

- 常州词派

### 诗、散文
- 江左三大家
  - 清朝初期文学家钱谦益、吴伟业和龚鼎孳的合称。

- 江右三大家
  - 文学家蒋士铨、袁枚和赵翼的合称。

- 江右八家
  - 文学家陈允衡、王猷定、曾畹、帅家相、蒋士铨、汪轫、杨垕和何在田的合称。

- 易堂九子
  - 文人魏禧、魏际瑞、魏礼、彭士望、林时益、李腾蛟、岳维屏、彭任和曾灿的合称。其中魏禧、魏际瑞和魏礼合称宁都三魏。

### 散文
- 阳湖派

- 阳羡派

- 桐城派

- 性灵说：提出者袁枚。